# 克爾茨什瓦拉鄉
45°43′26″N 24°34′45″E / 45.72389°N 24.57917°E
克爾茨什瓦拉鄉（羅馬尼亞語：Comuna Cârțișoara, Sibiu），是羅馬尼亞的鄉份，位於該國中部，由錫比烏縣負責管轄，面積86平方公里，海拔高度496米，2007年人口1,201，人口密度每平方公里14人。